# العراق وصندوق النقد الدولي

علم العراق

كان العراق أحد الأعضاء الأصليين في صندوق النقد الدولي، وانضم إلى الصندوق في 27 ديسمبر 1945. قدم العراق 1663.89 مليون دولار أمريكي من حقوق السحب الخاصة، حقوق السحب الخاصة، إلى صندوق النقد الدولي، وهو ما يمثل 0.35٪ من إجمالي حقوق السحب الخاصة المدفوعة إلى صندوق النقد الدولي. كما أن لديه 18103 صوتًا، وهو ما يمثل 0.36٪ من إجمالي الأصوات الموزعة على الدول الأعضاء في صندوق النقد الدولي. مجلس محافظي العراق الحالي هو علي محسن إسماعيل مع مجلس محافظ بديل، خالد صلاح الدين محمد مراد. العراق هو جزء من الدائرة الانتخابية مع دول أخرى مثل البحرين ومصر والأردن والكويت ولبنان وجزر المالديف وعمان وقطر والإمارات العربية المتحدة والجمهورية اليمنية. تحتوي هذه الدائرة الانتخابية على 127164 صوتًا، أي 2.53٪ من إجمالي الأصوات في صندوق النقد الدولي. منذ انضمامها الأول، واجهت العراق أربعة اتفاقات رسمية من صندوق النقد الدولي: الاتفاق الأول في 23 ديسمبر 2005، والاتفاق الأخير في 7 يوليو 2016.

## تاريخ
باعتبارها أحد الأعضاء الأصليين في صندوق النقد الدولي، انضمت العراق إلى صندوق النقد الدولي في 27 ديسمبر 1945. ووفقًا للمادة الثانية، القسم الأول من اتفاقيات صندوق النقد الدولي، فإن الأعضاء الأصليين في صندوق النقد الدولي هم تلك الدول التي ساهمت في "مؤتمر الأمم المتحدة النقدي والمالي" الذي عقد في بريتون وودز، نيو هامبشاير، من 1 إلى 22 يوليو. وكان رئيس العراق في مؤتمر الأمم المتحدة النقدي والمالي هو إبراهيم كمال.

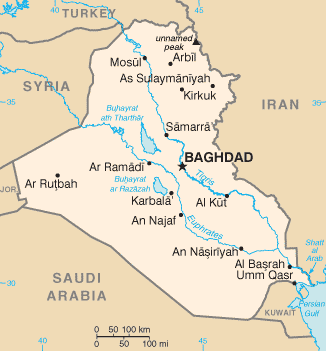
خريطة العراق

## الترتيبات
كان هناك إجمالي أربعة ترتيبات واجهتها العراق من صندوق النقد الدولي.

### الترتيب الأول
كان الترتيب الأول في 23 ديسمبر 2005. وكان لمدة 15 شهرًا في الأصل، مع تاريخ انتهاء الصلاحية في مارس 2007. ومع ذلك، طلبت الحكومة العراقية تمديد تاريخ الانتهاء، وانتهى الترتيب الأول بالفعل في 18 ديسمبر 2007. وافق صندوق النقد الدولي والعراق على مبلغ 475360 دولارًا أمريكيًا من حقوق السحب الخاصة، وهو ما يمثل 40٪ من إجمالي حصة الحكومة العراقية. ومع ذلك، فقد سحب العراق 0 دولارًا من مبلغ الترتيب المتفق عليه مع صندوق النقد الدولي. والسبب في مواجهة العراق للترتيب من صندوق النقد الدولي هو الحصول على خلفية اقتصادية لبرنامج التنمية الاقتصادية الجديد للحكومة العراقية للعام المقبل، 2006. يتضمن البرنامج الاقتصادي للعراق لعام 2006 التركيز على الإدارات، وتوزيع الموارد بشكل صحيح فيما يتعلق بقضايا المنتجات النفطية، وتسريع أسعار المنتجات النفطية. قرر صندوق النقد الدولي والحكومة العراقية تحسين النمو الاقتصادي إلى 10٪ وخفض معدل التضخم إلى 15٪.

### الترتيب الأخير
كان آخر ترتيب في 7 يوليو 2016، بدورة مدتها 3 سنوات. وكان تاريخ انتهائه 6 يوليو 2019 بالمبلغ المتفق عليه وهو 3,831,000 وحدة حقوق سحب خاصة. وقد سحبت الحكومة العراقية 1,494,200 وحدة حقوق سحب خاصة من المبلغ المتفق عليه ولديها مبلغ مستحق قدره 1,437,325 وحدة حقوق سحب خاصة. حاولت الحكومة العراقية تسوية الاقتصاد الذي تأثر بالانخفاض العالمي في أسعار النفط وأزمة داعش. وكانت معظم هذه الترتيبات تهدف إلى تثبيت أسعار الصرف وإزالة القيود المفروضة على أسعار الصرف. بالإضافة إلى ذلك، لمنع غسيل الأموال والإرهاب والأعمال الاقتصادية غير القانونية. واجه الترتيب الأخير مشاكل متعددة بما في ذلك الإجراءات العسكرية ضد داعش والمساعدات المتعلقة بالصراع مع داعش.